# La gabbia dorata (film 1922 Wood)
La gabbia dorata (Her Gilded Cage) è un film muto del 1922 diretto da Sam Wood.

## Trama
Suzanne Ornoff, un'attrice francese discendente da una famiglia aristocratica impoverita, per aiutare lo zio senza un soldo e la sorella malata, accetta l'idea del suo agente che vuole pubblicizzarla come "Fleur d'Amour, la favorita di re Fernando". In realtà, il re lei lo ha conosciuto solo per qualche momento, incontrandolo ad uno spettacolo. Ma l'idea funziona: il pubblico corre a vederla e la ragazza ha un grande successo. Della cosa non è molto contento il suo fidanzato, un artista americano. Alla fine, però, i due si riconciliano e Suzanne può curare la sorella.

## Produzione
Il film fu prodotto dalla Famous Players-Lasky Corporation.

## Distribuzione
Distribuito dalla Famous Players-Lasky Corporation e dalla Paramount Pictures, il film - presentato da Jesse L. Lasky - uscì nelle sale cinematografiche USA il 5 aprile 1922. Nel 1924, il 23 novembre, venne distribuito anche in Finlandia. Secondo altre fonti, il film è stato presentato in anteprima a New York il 5 agosto 1922, distribuito poi in sala il 3 settembre.